# San Lorenzo in Campo
San Lorenzo in Campo é uma comuna italiana da região dos Marche, Província de Pesaro e Urbino, com cerca de 3.328 habitantes. Estende-se por uma área de 28 km², tendo uma densidade populacional de 119 hab/km². Faz fronteira com Arcevia (AN), Castelleone di Suasa (AN), Corinaldo (AN), Fratte Rosa, Mondavio, Pergola.